# Nastja (film)
Nastja (in russo Настя?) è un film del 1994 diretto da Georgij Nikolaevič Danelija.